# Ialomița (distrikt)
Ialomiţa er et distrikt i Valakiet i Rumænien med 296.572 (2002) indbyggere. Hovedstad er byen Slobozia.

## Byer
- Slobozia
- Feteşti
- Urziceni
- Amara
- Căzăneşti
- Fierbinţi-Târg
- Ţăndărei

## Kommuner
| - Adâncata - Albeşti - Alexeni - Andrăşeşti - Armăşeşti - Axintele - Balaciu - Bărbuleşti - Bărcăneşti - Borăneşti - Borduşani - Brazii - Bucu - Bueşti | - Căzăneşti - Ciocârlia - Ciochina - Ciulniţa - Cocora - Cosâmbeşti - Coşereni - Crăsanii de Sus - Crăsanii de Jos - Drăgoeşti - Dridu - Făcăeni - Gârbovi - Gheorghe Doja | - Gheorghe Lazăr - Giurgeni - Grindu - Griviţa - Gura Ialomiţei - Ion Roată - Jilavele - Maia - Malu - Manasia - Mărculeşti - Mihail Kogălniceanu - Miloşeşti - Moldoveni | - Ialomiţa - Moviliţa - Munteni-Buzău - Ograda - Orboieşti - Perieţi - Platoneşti - Reviga - Roşiori - Sălcioara - Sărăţeni - Săveni - Scânteia - Sfântu Gheorghe | - Sineşti - Sinteşti - Stelnica - Sudiţi - Traian - Valea Ciorii - Valea Măcrişului - Vlădeni |